# Priscila e Áquila
Priscila (/prɪˈsɪlə/; em grego:  Πρίσκιλλα, Priskilla or Priscila) e Áquila (/ˈækwɪlə/; em grego:  Ἀκύλας, Akylas) foram um casal missionário cristão do primeiro século descrito no Novo Testamento. Áquila é tradicionalmente listado entre os Setenta Discípulos. Eles viveram, trabalharam e viajaram com o apóstolo Paulo, que os descreveu como seus "colaboradores em Cristo Jesus" (Romanos 16:3).
Priscila e Áquila são descritos no Novo Testamento como uma presença que fortaleceu as primeiras igrejas cristãs. Paulo foi generoso em seu reconhecimento de sua dívida para com eles (Romanos 16:3–4). Juntos, eles são creditados por instruir Apolo, um importante evangelista do primeiro século, e "[explicar] a ele o caminho de Deus com mais precisão" (Atos 18:26).
Alguns consideram possível, à luz de sua aparente proeminência, que Priscila ocupou o cargo de presbítera. Ela também é considerada por alguns como a autora anônima da Epístola aos Hebreus.

## Veneração
Priscila e Áquila são considerados santos na maioria das igrejas cristãs que canonizam santos. Na Igreja Católica, o Martirológio Romano lista sua festa como 8 de julho. A Igreja Ortodoxa Grega e a Igreja Ortodoxa de Antioquia as comemoram juntas em 13 de fevereiro.